# Maxisingle

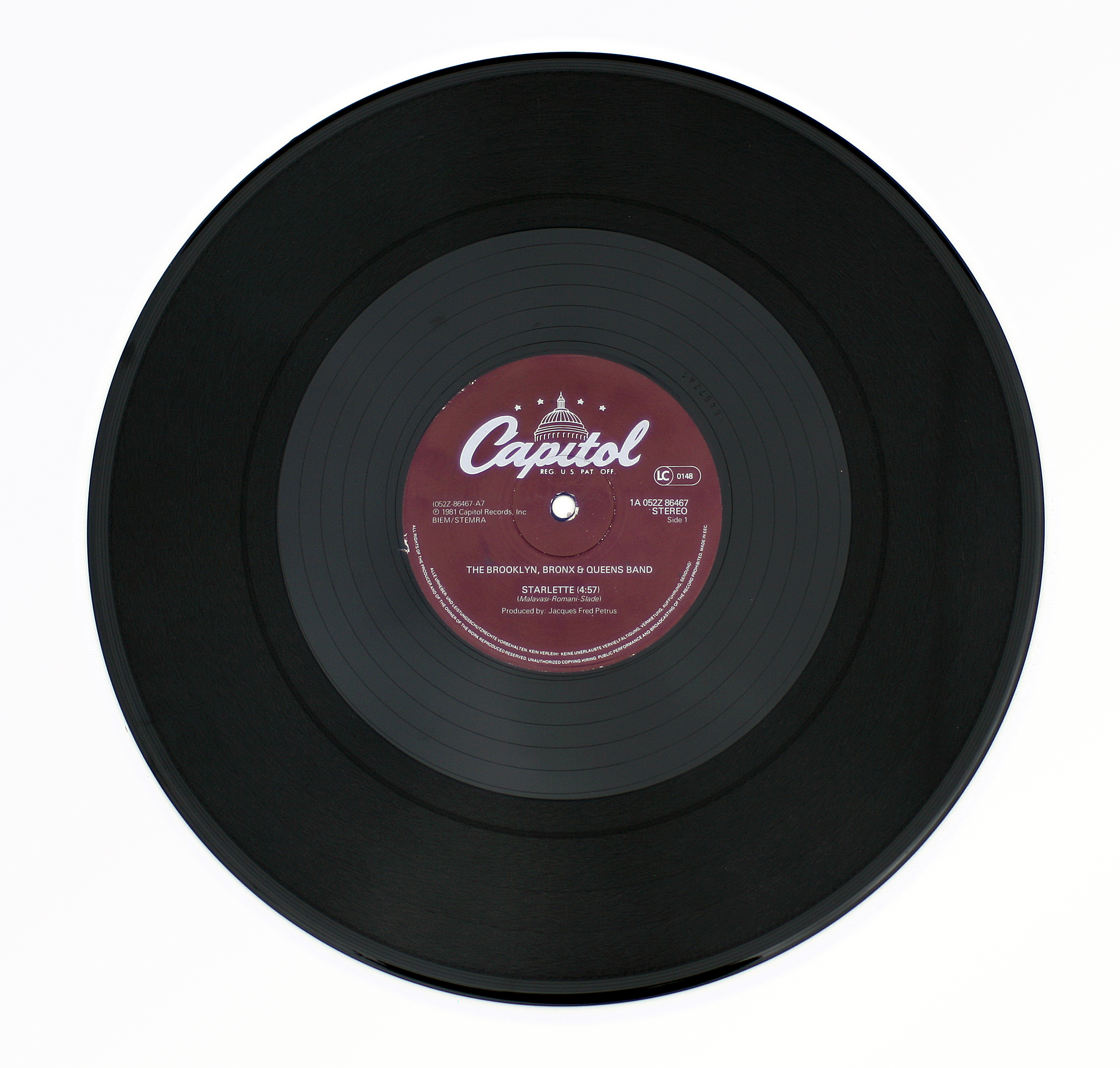
12 inchmaxisingle (45 toeren)

Maxisingle (ook wel 12 inchsingle) was de benaming die gegeven werd aan singles van vinyl waarop in totaal meer dan vier nummers geperst waren, in tegenstelling tot de ep's, waarop er maximaal vier stonden. De maxisingle werd vanaf het einde van de jaren zestig tot begin jaren tachtig vooral gebruikt om oude nummers van bekende artiesten te bundelen, zodat deze verkrijgbaar waren voor mensen die niet geïnteresseerd waren in het elpeewerk van de artiesten en ook geen verzamelelpee van de artiest wensten of konden betalen. Daarnaast was er in de genoemde periode een duidelijk verschil tussen singlekopers (jeugd) en elpeekopers (volwassenen, 'incrowd').
Eén maxisingle zorgde ervoor dat Procol Harum na vijf jaar (in Nederland) opnieuw een nummer 1-hit scoorde met A Whiter Shade of Pale.

## Discotijdperk
Tegen het einde van de jaren zeventig kreeg de term maxisingle een andere betekenis. Mede door de opkomst van de discotheken ontstond er behoefte aan verlengde versies van (met name) disco- en andere dansmuziek. Omdat er op een 7 inchsingle maximaal ongeveer 4 minuten muziek per kant paste, werden deze nummers op singles van 12 inch geperst. Daarom worden deze maxisingles ook 12 inchsingles genoemd. Meestal bevat een maxisingle één tot twee nummers per kant. De meeste maxisingles draaiden op 45 toeren, maar 33 toeren kwam ook voor. Dit in tegenstelling tot een 7 inchsingle, die bijna alleen op 45 toeren draaide. Er zijn echter ook 7 inchsingles met 33 toeren uitgebracht, die begin jaren 60 zijn ontstaan.
Seeburg, bekend van de jukeboxen, liet albumplaten persen waardoor er meer liedjes op pasten: de jukebox kon aan de hand van de grootte van het singlegat bepalen wat de snelheid moest zijn (groot gat: 45 toeren, klein gat: 33 toeren).
'6 top hits from England' was een reeks mini-lp's die per kant 3 liedjes bevatten, uitgevoerd op 33 toeren.

## Opkomst van de compact disc
Door de komst van de compact disc (cd) is het gebruik van maxisingles sterk afgenomen, maar niet geheel verdwenen. In discotheken worden zij nog regelmatig gedraaid omdat deejays er graag mee werken. Maxisingles worden nog verkocht in de zogenaamde "importcircuits". Toch neemt ook in deze branche de populariteit langzaam verder af, vooral door de komst van apparatuur waarmee ook cd's relatief eenvoudig gemixt kunnen worden.

## Trivia
- De maxisingle heeft net als de langspeelplaat en de 12 inch op één kant één doorlopende groef. Er bestaat echter een maxisingle (12 inch) van de popgroep M met het nummer Pop Muzik die voorzien is van een dubbelgroef. Bij het dalen van de naald op de plaat is het de vraag op welke groef hij valt en welk nummer zal worden gedraaid. Op de hoes staat de tekst The first "double groove" single te lezen.
- Begin jaren 70 werd in Nederland de term 'maxisingle' gebruikt voor singles met meer dan 2 nummers op 7". In feite ging het hier dus om ep's, en niet om de later gebruikte term voor 12"-singles.